# CAC Boomerang
O CAC Boomerang foi um caça desenvolvido e produzido na Austrália pela Commonwealth Aircraft Corporation, entre 1942 e 1945. Aprovado para produção pouco depois de o Império do Japão ter entrado na Segunda Guerra Mundial, o Boomerang foi rapidamente desenvolvido para equipar a Real Força Aérea Australiana com um avião de caça. Esta aeronave foi a primeira aeronave da história da Austrália a ser desenhada, desenvolvida e produzida totalmente na Austrália.